# Echinocereus leucanthus
Echinocereus leucanthus ist eine Pflanzenart in der Gattung Echinocereus aus der Familie der Kakteengewächse (Cactaceae). Das Artepitheton leucanthus leitet sich von den griechischen Worten leukos für ‚weiß‘ sowie anthos für ‚Blüte‘ ab.

## Beschreibung
Echinocereus leucanthus verzweigt sich aus der Basis heraus und wächst mit zylindrischen, schlanken hell bis dunkelgrünen Trieben, die einen Durchmesser von 3 Millimeter bis 6 Millimeter erreichen. Die basal verjüngten Triebe, welche am natürlichen Standort durch angrenzende Vegetation gestützt werden, entspringen einer großen knolligen Wurzel und werden bis zu 30 Zentimeter hoch. Es sind acht sehr niedrige Rippen vorhanden. Die 9 bis 18 weißen Randdornen werden bis zu 1 Millimeter lang. Pro Areole werden 2 bis 3, manchmal auch mehr, schwärzliche Mitteldornen ausgebildet, die unter 1 Millimeter lang werden.
Die endständigen oder Nahe der Triebspitze erscheinenden trichterartigen Blüten sind weiß. Sie sind 2 bis 4 Zentimeter lang und erreichen einen Durchmesser von bis zu 4 Zentimeter. Die eiförmigen Früchte sind olivgrün gefärbt und duften.

## Verbreitung, Systematik und Gefährdung
Echinocereus leucanthus ist in den mexikanischen Bundesstaaten Sinaloa und Sonora in niedrigen Lagen verbreitet.
Die Erstbeschreibung als Wilcoxia albiflora erfolgte 1952 durch Curt Backeberg. Nigel Paul Taylor stellte die Art 1985 in die Gattung Echinocereus. Dabei wurde ein Ersatzname (nom. nov.) benötigt, da der Name Echinocereus albiflorus Weing. (1933) bereits existierte.
In der Roten Liste gefährdeter Arten der IUCN wird die Art als „Endangered (EN)“, d. h. als stark gefährdet geführt.

## Nachweise